# Wrong Turn 3: Left For Dead
Wrong Turn 3: Left For Dead ist ein Direct-to-DVD-Horrorfilm aus dem Jahr 2009. Der Film ist die zweite Fortsetzung zu Wrong Turn aus dem Jahre 2003. In diesem stranden die Beteiligten einer Gefangenenverlegung in den Wäldern von West Virginia und müssen sich dort den Angriffen eines Kannibalen erwehren. Es folgten drei weitere Fortsetzungen der Filmreihe.

## Handlung
Die Studentin Alex verbringt mit drei Freunden ein Wochenende in einem entlegenen Waldgebiet in den Appalachen West Virginias. Nachdem sie eine Wildwassertour gemacht haben, wollen sie am Flussufer ihren Zeltplatz herrichten, als der Kannibale „Three Finger“ erscheint und Alex’ Freunde tötet. Alex schafft es, unentdeckt zu bleiben und flüchtet alleine in den Wald.
Der Gefängnisaufseher Nate Wilson bereitet sich währenddessen im Gefängnis von West Virginia darauf vor, einige Gefangene zu einer anderen Station zu überführen. Fünf Gefangene fahren in einem Gefängnisbus mit Nate und zwei weiteren Gefängnisaufsehern auf einer geheimen Route durch einen Wald zu ihrem Ziel. Bei einer Pause in einer kleinen Polizeistation trifft Nate auf einen alten Bekannten, den Sheriff, der gut mit seinem Vater befreundet war.
Nate, Walter und der andere Aufseher fahren mit den Gefängnisinsassen weiter durch den Wald. Plötzlich erscheint ein Abschleppwagen, der den Bus von der Straße abdrängt. Der Bus überschlägt sich und Walter wird schwer verletzt. Die Insassen schaffen es mit Nate aus dem Bus heraus. Nate wird jedoch durch einen Trick von Carlo Chavez, dem Anführer der Gefangenen, und Floyd, dem Komplizen von Chavez, entwaffnet. Kurz darauf folgt ein Angriff von „Three Finger“, dabei wird ein weiterer Aufseher, der Nate zur Hilfe kommen wollte, durch einen Messerwurf in den Hals getötet. Nate rettet den verletzten Kollegen Walter aus dem Bus. Die Gefangenen beginnen sich mit den Aufsehern Nate und Walter unter dem Kommando von Carlo Chavez durch den Wald zu kämpfen und stoßen bald auf die ängstliche Alex. Als sie von dieser erfahren, dass die Boote, mit denen sie unterwegs waren, immer noch am Ufer sein müssten, macht sich die Gruppe auf den Weg zum Ufer. Auf ihrem Weg durch den Wald findet die Gruppe einen alten, verlassenen Geldtransporter, in dem sich einige Säcke voller US-Dollar befinden. Sie nehmen das dort liegende Geld mit, nachdem Chavez den Aufseher Walter nach einem Befreiungsversuch getötet hat. Sie stoßen auf eine Falle, die ein jüngerer Kannibale, der mit „Three Finger“ gemeinsam unterwegs ist, ihnen gelegt hat und können diesen überwältigen. Chavez und Floyd ermorden den degenerierten Jungen mit einem Messer, schneiden dessen Kopf ab und stecken diesen auf einen Pfahl. Die Gruppe erreicht das Ufer, Nate jedoch sticht das verbliebene Schlauchboot auf, sodass diese Fluchtmöglichkeit verbaut ist, und sich Chavez mit den Geldsäcken nicht absetzen kann. Dieser weiß nun, dass er nicht mehr viel Zeit hat, denn bis zu Morgen wird bekannt sein, dass die Gefangenen nicht am Bestimmungsort erschienen sind und ein Aufgebot der Polizei die Gegend durchsuchen.
„Three Finger“, der durch den Mord seines Angehörigen nun in Rage ist, stellt den Flüchtenden immer wieder tückische Fallen. Es kommt zu einem Streit zwischen Chavez und Floyd, letzterer wird schließlich verletzt liegen gelassen. Derweil haben Nate und Alex die Gelegenheit zur Flucht genutzt, werden jedoch schließlich von Chavez und dem Rest der Gruppe wieder eingefangen. Nate, der in der Gegend aufgewachsen ist, führt die Gruppe zu einem hölzernen Wachturm, wo sich ein Funkgerät befinden müsste, allerdings müssen sie – eine Anspielung auf die Geschehnisse im ersten Teil der Filmreihe – feststellen, dass dieser niedergebrannt worden ist. Der örtliche Sheriff, der sich inzwischen auf die Suche gemacht hat und die Gruppe im Wald findet, wird durch einen Speer von „Three Finger“ getötet. Der zurückgelassene Floyd hat sich inzwischen die Geldsäcke geschnappt. Als Chavez den Diebstahl bemerkt und ihm nachsetzt, schlitzt Floyd die Säcke auf und verhöhnt Chavez, dass er sein Geld doch wieder zusammensuchen soll. Er wird durch einen Brandsatz von „Three Finger“ getroffen und verbrennt mitsamt den Geldsäcken.
Als die nun Verbliebenen Chavez, der Gefangene Brandon, Nate und Alex später wieder auf „Three Finger“ treffen, entführt der Kannibale Alex und verschleppt diese in seine Hütte. Brandon schlägt schließlich Chavez nieder und flieht getrennt von Nate, der sich auf den Weg macht, Alex zu befreien. Chavez kommt wieder zu sich, stirbt aber nach einem Zweikampf mit „Three Finger“. Nate befreit Alex aus der Hütte und die beiden flüchten mit dem Abschleppwagen. Doch durch das erneute Eingreifen von „Three Finger“ verlieren die beiden die Kontrolle über das Fahrzeug und stürzen einen Abhang hinunter. Brandon kommt Nate und Alex zur Hilfe und befreit sie aus dem Wagen. Nate rammt „Three Finger“ schließlich einen Fleischerhaken durch den Kopf und lässt den Körper auf dem brennenden Fahrzeug liegen. Nate sagt Brandon, dass er ihn als tot ausgeben wird und deshalb niemand nach ihm suchen wird. Nate und Alex setzen sich auf die Straße, kurz darauf geht die Sonne auf und mehrere Polizeiwagen kommen an, um die beiden aufzunehmen.
Nate kehrt später alleine zum verlassenen Geldtransporter im Wald zurück und will das dort noch befindliche Geld an sich nehmen. Er wird vom plötzlich auftauchenden Brandon hinterrücks mit einem Pfeil erschossen. Brandon, der es ebenfalls auf das Geld abgesehen hat, wird wiederum von einem hinter ihm auftauchenden Kannibalen – möglicherweise der doch noch am Leben befindliche „Three Finger“ – ermordet.

## Veröffentlichung
Der Film wurde im Verkauf und für den Verleih mit der SPIO/JK-Kennzeichnung „strafrechtlich unbedenklich“ in Deutschland veröffentlicht, jedoch waren dafür Schnitte von ca. 1,5 Minuten nötig. Zusätzlich wurde, da Filme mit jener Kennzeichnung nicht beworben werden dürfen und beschlagnahmt werden können, auch noch eine FSK-keine-Jugendfreigabe-Version veröffentlicht, welche Schnitte von einer Länge von etwa 7 Minuten aufweist. Der Film ist nicht vollständig auf Deutsch synchronisiert erschienen und ungekürzt nur im Ausland erhältlich. Im März 2013 wurde die gekürzte SPIO/JK-Fassung dann schließlich auf Liste B der jugendgefährdende Medien gesetzt. Die Liste B der jugendgefährdenden Medien enthält Filme, welche nach Ansicht der BPjM einem allgemeinen Verbreitungsverbot unterliegen. Ein Gericht muss die strafrechtliche Relevanz prüfen.
In den Vereinigten Staaten wurden durch den DVD-Verkauf rund 5,68 Millionen US-Dollar eingenommen.

## Kritik
Die Website Rotten Tomatoes wertete vier Kritiken aus – alle waren negativ. Das Horrorfilmmagazin Bloody Disgusting schrieb: „If WT2 raised the bar, then WT3 lowers it right back down to where it was, and possibly a notch or two lower.“ (Wenn Wrong Turn 2 die Ansprüche höher geschraubt hat, dann hat Wrong Turn 3 dieses Niveau auf den Ursprungswert gesenkt, oder vielleicht ein bis zwei Level tiefer)